# Guillaume Fitz Baderon
Guillaume Fitz Baderon (né vers 1060/65? mort avant 1138) est un noble anglo-normand d'origine bretonne, qui est seigneur de Monmouth entre  1082 et 1125.  Il est mentionné dans le Domesday Book comme détenteur du château de Monmouth et de dix autres manoirs dans la région environnante, il est à l'origine en  1101 de la  consécration du prieuré de la cité qui avait été fondé en 1075 par son oncle et prédécesseur Withenoc.

## Biographie
Guillaume est le fils de Baderon, un noble de La Boussac, près de Dol en Bretagne.  Baderon est le fils de
Caradoc de La Boussac, issu d'un famille noble établie dans la région de  Dol-de-Bretagne. Le frère de Baderon Withenoc (ou Gwithenoc) est nommé seigneur de  Monmouth par Guillaume le Conquérant après la disgrâce de  Roger de Breteuil en 1075, et il fonde le prieuré de Monmouth.  Le pieux  Withenoc renonce à ses responsabilités séculières en 1082 et devient moine à l'abbaye Saint-Florent de Saumur, comme son fils unique  Raterius et son frère Baderon se sont déjà fait moines ses possessions reviennent au fils de  Baderon, Guillaume. Les domaines de  Withenoc passent pendant une brève période à un certain Ranulf de Colville, peut-être parce que Guillaume n'avait pas encore atteint sa majorité.
Sans que l'on sache comment, à l'époque du Domesday Book en 1086, Guillaume est devenu un important propriétaire foncier.  En plus de son château de  Monmouth, il est également le seigneur de  Huntley dans le Gloucestershire, Longhope, Ruardean, et Siddington, également dans Gloucestershire; et aussi d'Ashperton, Hope Mansell, Munsley, Stretton Grandiso, Walsopthorne et  Whitwick dans l'Herefordshire,,. À Monmouth, il est à l'origine de la complète réédification de la motte castrale en bois entourée d'une palissade en un château de pierres.
Avec sa famille ses vassaux, leurs épouses, et Wihenoc, ils sont présents lors de la consécration du prieuré de Monmouth en 1101. Guillaume est un personnage suffisant éminent pour soient présent des notables comme le chapelain du roi Henri  Bernard évêque de Saint-David's.  
Guillaume donne à l'abbaye de  Saint Florent à Saumur, l'église Sainte-Marie du prieuré de Monmouth, « et toutes les églises, et dîmes de leurs domaines et de leurs tenanciers, à savoir des céréales, du miel, en fer, des moulins, des fromages, et en toutes autres sortes de dîmes. Il fait don également à proximité le château de  Monemuda (Monmouth) les terres de trois charrues de labour et les moulins de Milebroc (?), et une prairie à Blakenalre (?), le domaine de  St. Cadoc (Llangattock Vibon Avel), une prairie sous 
leur château, et une virgate de terre, dénommée, Godric à  Siddington, un domaine, ainsi que le bois nécessaire aux moines et à leurs hommes pour la construction. Enfin il accorde à sept bourgeois le droit de s'établir sur la place du marché, libres de tous droits de péage et de tous justice sauf les délits passibles d'une peine corporelle ».
Guillaume épouse Hawise de Monmouth (ou Hadwise), et il a comme successeur comme seigneur de Monmouth son fils ainé, Baderon Fitz Guillaume de Monmouth, vers 1125.  On ignore s'il est mort à cette époque ou s'il s'est retiré dans un monastère.

## Source
- André Chédeville  & Noël-Yves Tonnerre La Bretagne féodale XIe – XIIIe siècle Ouest-France Université Rennes (1987)  (ISBN 9782737300141) « L'aristocratie bretonne hors de Bretagne » p. 78-80.